# William H. Sims

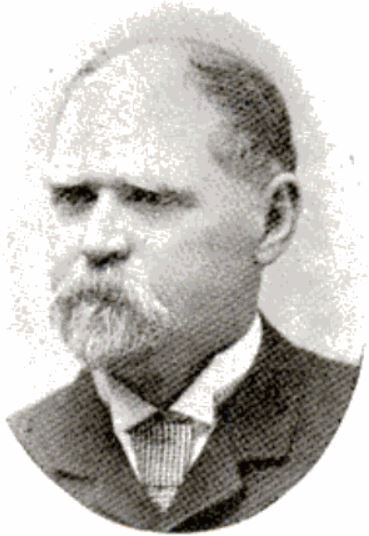
1904

William Henry Sims (* 31. Juli 1837 in Lexington, Georgia; † 28. Februar 1920 in Birmingham, Alabama) war ein US-amerikanischer Politiker.

## Leben
Sims wurde in Lexington als Sohn des Arztes James Saunders Sims geboren. Nach einem Jura-Studium an der Universität in Georgia zog er nach Columbus im Bundesstaat Mississippi. Er kämpfte später im Amerikanischen Bürgerkrieg auf der Seite der Konföderierten. 1964 wurde er in einer Schlacht schwer verwundet und verlor ein Bein.
1877 wurde er als Kandidat der Demokratischen Partei an der Seite von John Marshall Stone zum Vizegouverneur von Mississippi gewählt. Dieses Amt bekleidete er zwischen 1878 und 1882. Dabei war er Stellvertreter des Gouverneurs und Vorsitzender des Staatssenats.
Sims starb 1920 im Alter von 82 Jahren. Seine Grabstätte befindet sich auf dem Elmwood Cemetery and Mausoleum in Alabama.